# Gary Brabham
Gary Brabham (London, 1961. március 29. –) ausztrál autóversenyző. Édesapja, Jack Brabham háromszoros (1959, 1960, 1966) Formula–1-es világbajnok, két testvére, David és Geoff szintén autóversenyzők.

## Pályafutása
1986 és 1988 között a brit Formula–3-as bajnokságban versenyzett. Az 1988-as szezont Jyrki Järvilehto mögött és Damon Hill előtt a második helyen zárta.
1989-ben és 1990-ben a nemzetközi és a brit Formula–3000-es sorozat futamain vett részt. 89-ben megnyerte a brit bajnokságot.
1990-ben a Formula–1-es világbajnokság két versenyén is szerepelt a Life Racinggel. Jelen volt a szezonnyitó amerikai, majd az azt követő brazil nagydíjon. A két verseny egyikén sem jutott túl az előkvalifikáción, így a futamokon már nem indulhatott.
1991-ben, bátyjával Geoffal és az ír Derek Daly-vel együtt megnyerte a Sebringi 12 órás viadalt.

## Büntetőügye
2016 márciusában egy ausztrál bíróság bűnösnek mondta ki kiskorúval szemben elkövetett nemi erőszak vádjában.

## Eredményei
Teljes eredménylistája a nemzetközi Formula–3000-es sorozaton
(Táblázat értelmezése)

(Félkövér: pole-pozícióból indult; dőlt: leggyorsabb kört futott) 

| Év   | Csapat              | 1      | 2      | 3      | 4      | 5     | 6     | 7       | 8      | 9      | 10     | 11     | Helyezés | Pont |
| ---- | ------------------- | ------ | ------ | ------ | ------ | ----- | ----- | ------- | ------ | ------ | ------ | ------ | -------- | ---- |
| 1989 | Bromley Motorsport  | SIL Ki | VAL 8  | PAU    | JER 13 | PER   |       |         |        |        |        |        | 18.      | 2    |
| 1989 | Leyton House Racing |        |        |        |        |       | BRH 5 | BIR Nk  | SPA 11 | BUG Ki | DIJ Ki |        | 18.      | 2    |
| 1990 | Middlebridge Racing | DON    | SIL Ki | PAU Nk | JER 12 | MNZ 3 | PER 3 | HOC 14† | BRH 8  | BIR Nk | BUG 8  | NOG 11 | 11.      | 8    |

Le Mans-i 24 órás autóverseny
| Év   | Csapat        | Autó         | Csapattárs    | Csapattárs | Helyezés |
| ---- | ------------- | ------------ | ------------- | ---------- | -------- |
| 1989 | Team Schuppan | Porsche 962C | Vern Schuppan | Eje Elgh   | 13.      |

Teljes Formula–1-es eredménysorozata
(Táblázat értelmezése)

(Félkövér: pole-pozícióból indult; dőlt: leggyorsabb kört futott) 

| Év   | Csapat             | 1      | 2      | 3   | 4   | 5   | 6   | 7   | 8   | 9   | 10  | 11  | 12  | 13  | 14  | 15  | 16  | Helyezés | Pont |
| ---- | ------------------ | ------ | ------ | --- | --- | --- | --- | --- | --- | --- | --- | --- | --- | --- | --- | --- | --- | -------- | ---- |
| 1990 | Life Racing Motors | USA Nk | BRA Nk | SMR | MON | CAN | MEX | FRA | GBR | GER | HUN | BEL | ITA | POR | ESP | JPN | AUS | -        | 0    |

Teljes CART-eredménysorozata
(Táblázat értelmezése)

(Félkövér: pole-pozícióból indult; dőlt: leggyorsabb kört futott) 

| Év   | Csapat       | 1      | 2   | 3   | 4    | 5   | 6   | 7   | 8   | 9   | 10  | 11  | 12  | 13  | 14  | 15  | 16 | Helyezés | Pont |
| ---- | ------------ | ------ | --- | --- | ---- | --- | --- | --- | --- | --- | --- | --- | --- | --- | --- | --- | -- | -------- | ---- |
| 1993 | Simon        | SRF 14 | PHX | LBH | INDY | MIL | DET | POR | CLE | TOR | MIS | NHM | ROA | VAN | MDO | NZR | LS | 40.      | 0    |
| 1994 | Bettenhausen | SRF Ki | PHX | LBH | INDY | MIL | DET | POR | CLE | TOR | MIS | MDO | NHM | VAN | ROA | NZR | LS | 52.      | 0    |

## Külső hivatkozások
- Profilja az f1rejects.com honlapon (angolul)
- Profilja a statsf1.com honlapon (angolul)
- Profilja a driverdatabase.com honlapon (angolul)